# Paramigdolus tetropioides
Paramigdolus tetropioides is een keversoort uit de familie Vesperidae. De wetenschappelijke naam van de soort werd voor het eerst geldig gepubliceerd in 1893 door Leon Fairmaire.